# لیگ برتر فوتبال زنان ایران ۸۷–۱۳۸۶
لیگ برتر فوتبال بانوان ایران ۸۷–۱۳۸۶ اولین دوره رقابتهای لیگ برتر فوتبال زنان ایران و بالاترین سطح مسابقات باشگاهی فوتبال زنان در ایران می‌باشد که با حضور تیم‌های هواپیمایی بال گستر ساری ،نساجی مازندران، ملوان بندرانزلی، برق شیراز، استقلال جنوب دزفول و دانشگاه آزاد اسلامی برگزار شد. در پایان تیم هواپیمایی بال گستر ساری به قهرمانی مسابقات رسید. تیم‌های ملوان بندر انزلی و دانشگاه آزاد اسلامی نیز به مقام‌های دومی و سومی دست یافتند.
تیم بال گستر مازندران که متعلق به یک شرکت هواپیمایی با مدیریت جهانگیر الماسی بازیگر سینما و تلویزیون بود. تیم بال گستر ساری بازی‌های خانگی خود را در در زمین ورزشی شهدای روستای حمید آباد ساری برگزار میکرد. در این مسابقات مانند لیگ برتر فوتبال آقایان، جایزه ای به تیم قهرمان داده نشده و تیم‌های قهرمان و نایب قهرمان این دوره از مسابقات تنها توانستند مجوز حضور در اولین دوره مسابقات فوتبال باشگاه های کشورهای اسلامی را به دست آورند.
از بازیکنان تیم قهرمان مسابقات، هواپیمایی بال گستر ساری، میتوان از محبوبه یوسف پور، فاطمه ارژنگ، بیان محمودی و فاطمه بخشی نام برد.

## نتایج
| رتبه | تیم                 |
| ---- | ------------------- |
| ۱    | بال گستر مازندران   |
| ۲    | ملوان بندر انزلی    |
| ۳    | دانشگاه آزاد اسلامی |

## قهرمان
| قهرمان لیگ برتر کوثر ۸۷–۱۳۸۶ |
| ---------------------------- |
| بال گستر مازندران            |
| نخستین عنوان                 |